# Lệ Viễn
Lệ Viễn là một xã thuộc huyện Sơn Động, tỉnh Bắc Giang, Việt Nam.
Xã Lệ Viễn có diện tích 16,35 km², dân số năm 1999 là 3.549 người, mật độ dân số đạt 217 người/km².

## Làng chèo Thanh Trà
Làng chèo Thanh Trà, xã Lệ Viễn, huyện Sơn Động với hơn 90% dân số là người dân tộc Kinh. Đã thành thông lệ, hàng tuần, những người làng Thanh Trà, xã Lệ Viễn lại cùng nhau đến nhà văn hóa để tham gia CLB hát chèo của làng. Hát chèo làng Thanh Trà không chỉ gắn bó với người dân nơi đây mà còn đặc biệt quan trọng gắn liền với lễ hội đình Lạnh của xã, diễn ra ngày mùng 10 tháng 3 âm lịch hàng năm. Nhằm bảo tồn và phát huy các giá trị của bộ môn nghệ thuật dân gian truyền thống và để những người yêu chèo có “đất diễn”, CLB chèo làng Thanh Trà đã ra đời hơn nửa thế kỷ với gần 30 diễn viên và nhạc công. Không chỉ diễn đạt tốt các vai diễn, các vở diễn chèo cổ, những người nông dân yêu chèo còn có thể “tự biên, tự diễn” các vở chèo do mình viết kịch bản như: Chống ép duyên con, Ông cả nghiện, Người con của núi rừng… 